# No Way Out (film, 2016)
Pour les articles homonymes, voir No Way Out et Autobahn.
Pour plus de détails, voir Fiche technique et Distribution.
No Way Out ou Collision au Québec (Collide, anciennement Autobahn) est un film d'action britanno-américano-sino-allemand coécrit et réalisé par Eran Creevy, sorti en 2016.

## Synopsis
Un jeune Américain nommé Casey vit avec sa compagne Juliette en Allemagne. Un jour, celle-ci est victime d'une insuffisance rénale. Le verdict ne tarde pas à tomber : Si Juliette veut vivre, elle doit se faire greffer un nouveau rein au plus vite. Casey décide alors de renouer avec son passé criminel pour sauver sa bien-aimée. Il retrouve Geran, son ancien commanditaire, qui le charge de dérober une importante quantité de drogue. Malheureusement le vol échoue et Casey se retrouve pourchassé par le mafieux Hagen Kahl car ce dernier veut récupérer une précieuse somme d'argent que Casey lui a volé. En représailles, Kahl n'hésite pas à s'en prendre à Juliette. Le jeune homme se retrouve alors embarqué dans une course poursuite infernale sur les réseaux routiers allemands, afin de sauver la vie de celle qu'il aime avant qu'il soit trop tard.

## Fiche technique
- Titre original : Collide (anciennement Autobahn)
- Réalisation : Eran Creevy
- Scénario : Eran Creevy et F. Scott Frazier
- Direction artistique : Joel Collins
- Décors : Robyn Paiba
- Costumes : Sharon Gilham
- Montage : Chris Gill
- Musique : Ilan Eshkeri
- Photographie : Ed Wild
- Son :
- Production : Rory Aitken, Daniel Hetzer, Brian Kavanaugh-Jones, Ben Pugh, Hermann Joha et Joel Silver
- Sociétés de production : 42, Automatik Entertainment, Hands-on Producers et Silver Pictures
- Sociétés de distribution :  UFA,  France TF1 Vidéo
- Pays de production :  Royaume-Uni,  États-Unis,  Allemagne,  Chine
- Langue originale : anglais
- Format : couleur - 2,35:1 - son Dolby numérique
- Genre : Film d'action
- Durée : 98 minutes
- Dates de sortie : 
  - Japon : 10 juin 2016
  - Allemagne : 28 juillet 2016
  - États-Unis : 19 août 2016
  - France : 1er août 2017 (sorti directement en vidéo)

## Distribution
- Nicholas Hoult (VF : Emmanuel Garijo ; VQ : Xavier Dolan) : Casey
- Felicity Jones (VF : Jessica Monceau ; VQ : Rachel Graton) : Juliette
- Anthony Hopkins (VF : Jean-Pierre Moulin ; VQ : Jean-Marie Moncelet) : Hagen Kahl
- Ben Kingsley (VF : Féodor Atkine ; VQ : Manuel Tadros) : Geran
- Clemens Schick (VF : Pierre-François Pistorio) : Mirko
- Marwan Kenzari (VF : Florian Westerhoff) : Matthias
- Christina Hecke (VF : Sophie Baranes) : Doctoresse
- Joachim Król (VF : Peter Wollasch) : Wolfgang

Version française
- Studio de doublage : VSI Paris - Chinkel
- Direction artistique : Hervé Rey
- Adaptation : Régis Ecosse

## Production
- La société Action Concept (bien connue pour ses productions en Europe et ayant déjà collaboré à la production du film Rush) apporta son soutien pour la réalisation de nombreuses cascades, en particulier celles automobiles. On retrouve par ailleurs dans la liste des cascadeurs deux pilotes de Rallye : Sepp Wiegand, Vice Champion d'Europe des Rallyes 2014 et 6ème du Championnat du Monde WRC-2 2013 ; et Hermann Gassner Jr, animateur régulier du Championnat d'Allemagne des Rallyes.
- Le film changea trois fois de nom avant de trouver son titre définitif. D'abord nommé Autobahn, puis Collide, le nom No Way Out fut finalement retenu comme nom officiel du long-métrage.

### Choix des interprètes
- Zac Efron et Amber Heard furent les premiers acteurs contactés pour incarner les deux personnages principaux. Finalement, les deux acteurs se sont désistés, ce qui entraîna leur remplacement par Nicholas Hoult et Felicity Jones.